# Linia kolejowa Ružomberok – Korytnica
Linia kolejowa Ružomberok – Korytnica – zlikwidowana wąskotorowa linia kolejowa na Słowacji o długości 23,5 km, łącząca miejscowości Ružomberok i Korytnica. Była to linia jednotorowa i niezelektryfikowana.